# روبرت ويلسون (سياسي كندي)
روبرت ويلسون هو سياسي كندي، ولد في 2 نوفمبر 1934. انتخب member of the Legislative Assembly of Manitoba ‏ عن دائرة Wolseley (Manitoba electoral district) ‏ (25 يونيو 1975 – 17 يونيو 1981).